# L'Italia in cammino
L'Italia in cammino è un saggio di Gioacchino Volpe pubblicato nel 1927 per l'editore Treves nella collana dell'Istituto Fascista di Cultura. 
Copre il periodo che va dalla presa di Roma (1870) all'entrata dell'Italia nella prima guerra mondiale (1915).

## Temi trattati
Protagonista dell'opera è la nazione, che, per Volpe, raggiunge piena espressione in una politica di potenza. Volpe esalta le virtù del popolo italiano, come la forza e la laboriosità, di cui la stessa emigrazione è espressione. D'altra parte formula un giudizio profondamente negativo nei confronti della classe dirigente, incapace di interpretare la volontà della nazione, pavida in politica estera e rivolta a questioni insignificanti. 
Per quanto riguarda il fascismo, Volpe vi vede il compimento del processo nazionale ma ne rifiuta i miti. Vede nell'Italia liberale un periodo cruciale e contraddittorio, in cui i tentativi dell'unificazione effettiva del Paese si scontrarono con la resistenza di quello che egli pensa sia una tendenza originaria e persistente in tutta la storia italiana: quella alla frantumazione.